# Graveron-Sémerville
Graveron-Sémerville ist eine französische Gemeinde mit 321 Einwohnern (Stand 1. Januar 2022) im Département Eure in der Region Normandie (vor 2016 Haute-Normandie); sie gehört zum Arrondissement Bernay (bis 2017 Arrondissement Évreux) und zum Kanton Le Neubourg. Die Einwohner nennen sich Graveron-Sémervillais.

## Geographie
Graveron-Sémerville liegt etwa 17 Kilometer nordwestlich von Évreux.

### Nachbargemeinden
Umgeben ist Graveron-Sémerville von den Nachbargemeinden Saint-Aubin-d’Écrosville im Norden und Nordosten, Quittebeuf im ordosten und Osten, Tournedos-Bois-Hubert im Osten und Südosten, Ormes im Süden, Le Tilleul-Lambert im Südwesten sowie Sainte-Colombe-la-Commanderie im Westen und Nordwesten.

## Bevölkerungsentwicklung
| Jahr                       | 1962 | 1968 | 1975 | 1982 | 1990 | 1999 | 2006 | 2019 |
| Einwohner                  | 186  | 173  | 158  | 243  | 240  | 266  | 289  | 315  |
| Quellen: Cassini und INSEE |      |      |      |      |      |      |      |      |

## Sehenswürdigkeiten
- Kirche Saint-Barthélemy aus dem 17. Jahrhundert
- Kapelle Saint-Jubin aus dem Jahre 1760
- Schloss Graveron aus dem 17. Jahrhundert, seit 1996 Monument historique

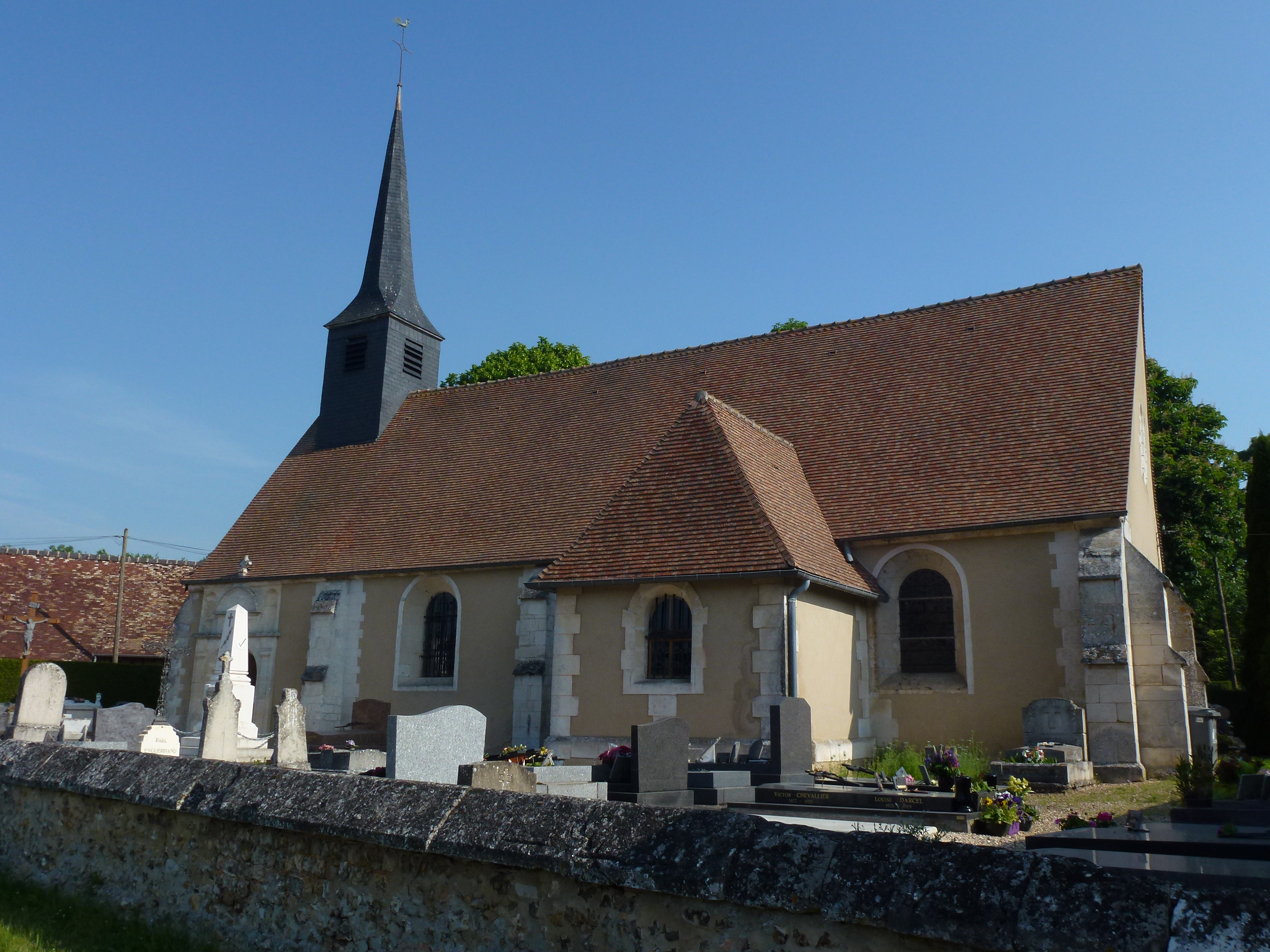
Kirche Saint-Barthélemy
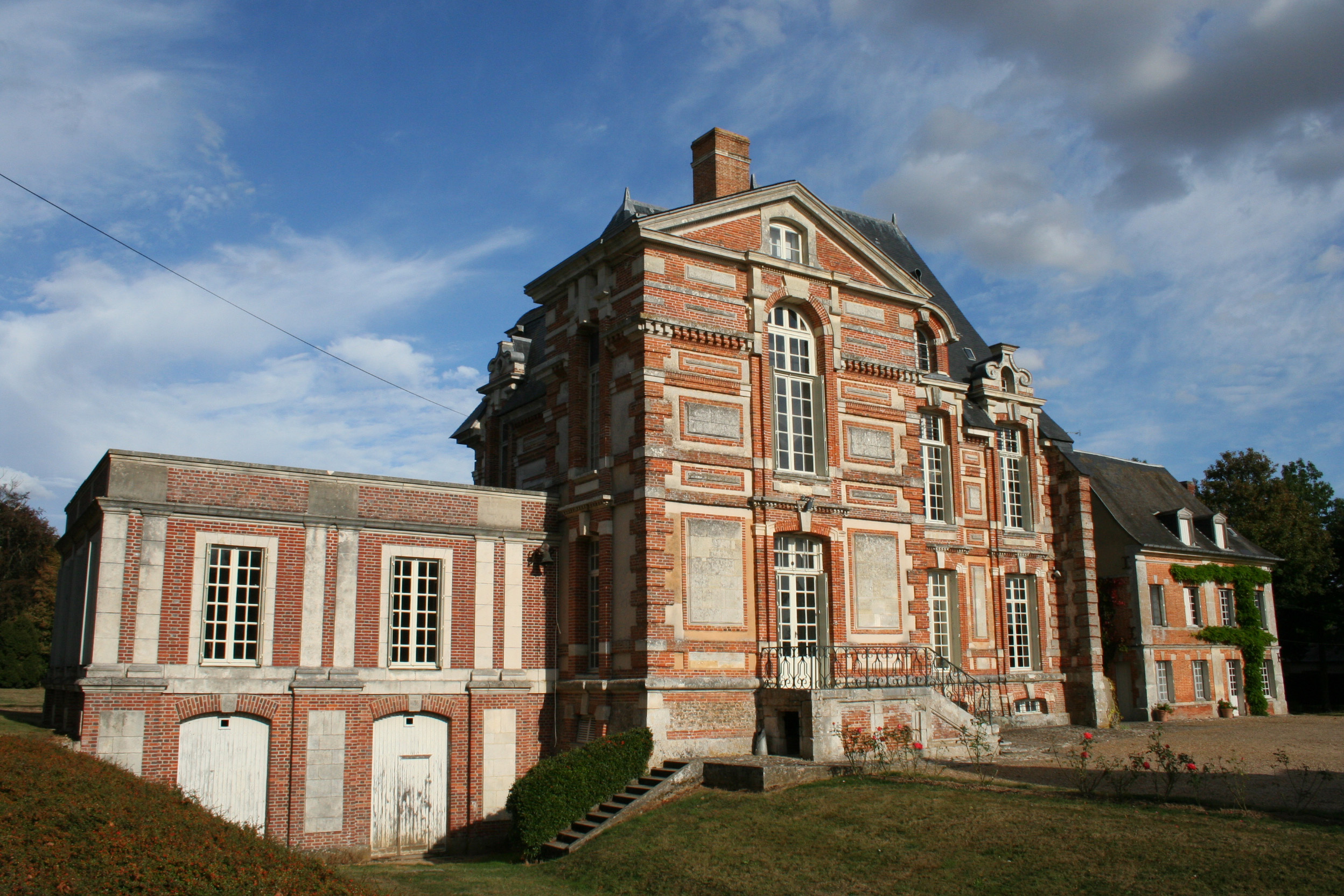
Schloss Graveron

## Persönlichkeiten
- Narcisse-Achille de Salvandy (1795–1856), Diplomat, Politiker und Schriftsteller